# Alpinia elmeri
Alpinia elmeri är en enhjärtbladig växtart som beskrevs av Rosemary Margaret Smith. Alpinia elmeri ingår i släktet Alpinia och familjen Zingiberaceae. Inga underarter finns listade i Catalogue of Life.